# Helikon
Helikon (græsk: Ελικών, Elikón; latin: Helĭcon) er et skovklædt bjerg i den sydvestlige del af det græske landskab Boiotien (Viotía).
Helikon prises af Hesiod som hjem for muserne (videnskabens og kunstenes gudinder), der ellers knyttes til Olympen. I deres hellige lund på nordsiden af bjerget sprang kilderne Hippokrēne og Aganippe frem, der begge har ordet "hest" (græsk: ἵππος híppos) i navnet, og ifølge græsk mytologi blev skabt ved hesten Pegasus' fraspark. Begge var viet til muserne. Poseidon blev i en hymne hyldet som "Helikons herre".
På den østlige top stod der et alter viet til Zeus (Zeus Helikonios). Nu ligger der et kapel viet til den hellige Elias der.